# Hohenthanner Schlossbrauerei
Die Hohenthanner Schlossbrauerei GmbH & Co. KG (vormals: Schlossbrauerei Hohenthanner KG) ist eine mittelständische Privatbrauerei aus Hohenthann im niederbayerischen Landkreis Landshut.

## Geschichte

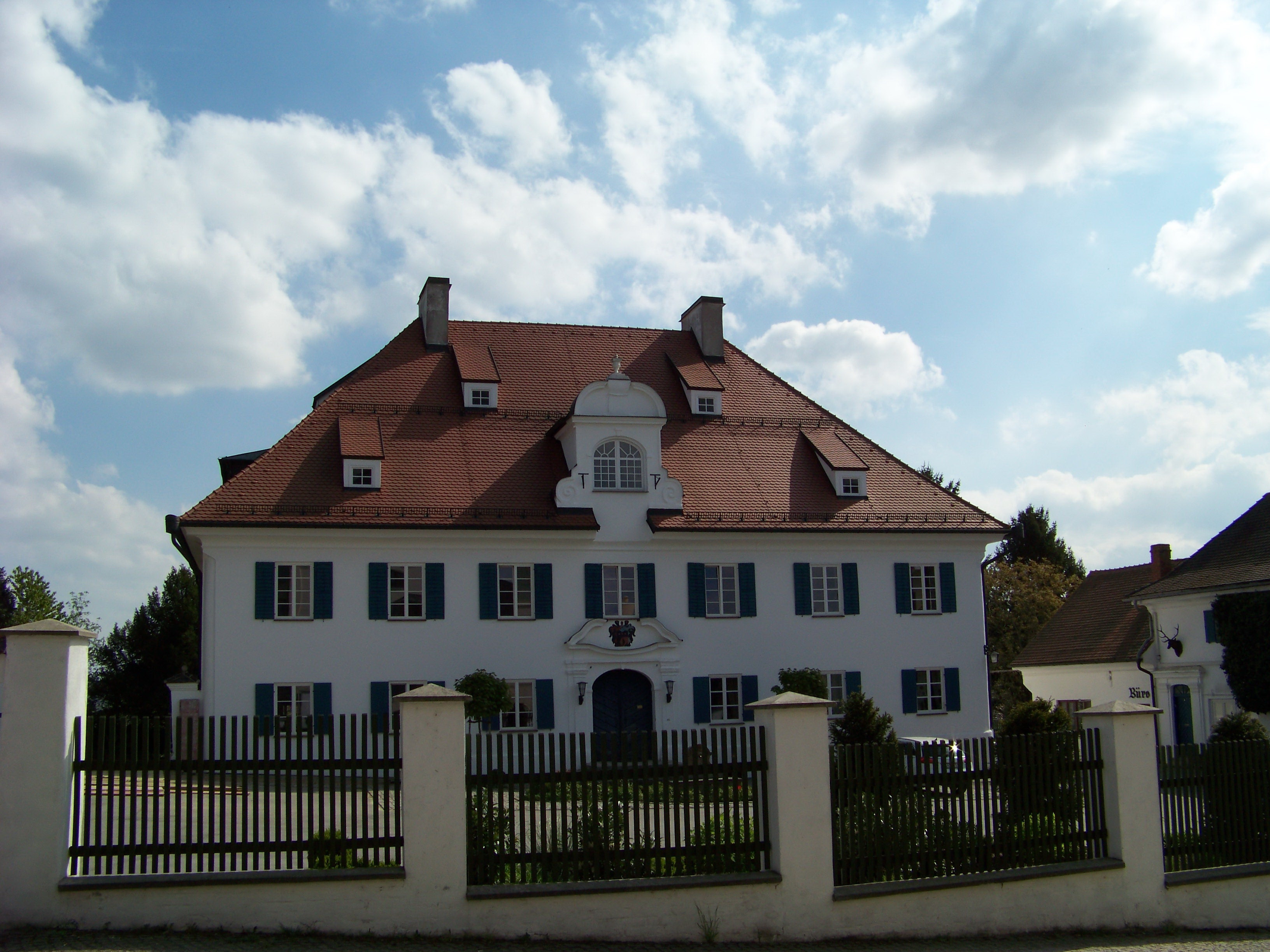
Das namensgebende Schloss Hohenthann

Die Brauerei befindet sich seit der Gründung 1864 durch Nikolaus Rauchenecker in Familienbesitz. Sein Nachfolger war ab 1891 der Reichstagsabgeordnete Johann Rauchenecker (1853–1903). Seit 2007 wird der Betrieb von Johannes Rauchenecker geleitet. Die Familie Rauchenecker besitzt seit 1929 auch das namensgebende Schloss Hohenthann.
Die Produktionsstätte des Bieres hat sich in der über 150-jährigen Firmengeschichte nie verändert. Der früher auf dem Brauereigelände gelegene Bräustüberl wurde 1966 im Zuge einer Erweiterung des Brauereibetriebes auf die gegenüberliegende Straßenseite verlegt. Im Jahr 1993 wurde die Klosterbrauerei Furth übernommen. 1998 wurde die Braustätte in Furth aus wirtschaftlichen Gründen geschlossen. Im Jahr 2009 wurde das Bräustüberl als Hohenthanner Brauereigasthof wieder eröffnet und besitzt seither einen großen Biergarten neben der Schlosskapelle.
Nachdem das helle und dunkle Bier der Klosterbrauerei Furth seit 1998 in Hohenthann gebraut wurden, reaktivierte man diese im Oktober 2020. Auf dem ehemaligen Gelände des Klosters Furth, das 2015 vom Further Kommunalunternehmen erworben wurde, konnte eine Schaubrauerei mit 500 Litern Ausstoßvolumen und angeschlossenem Bräustüberl eröffnet werden. In dem Neubau erhielt außerdem die Klosterdestillation St. Josef, deren Geschichte beim Maristenorden bis 1857 zurückreicht, neue Räumlichkeiten. Sie wird nach wie vor von den Maristen-Schulbrüdern des Klosters Furth betrieben.

## Produkte

### Biere

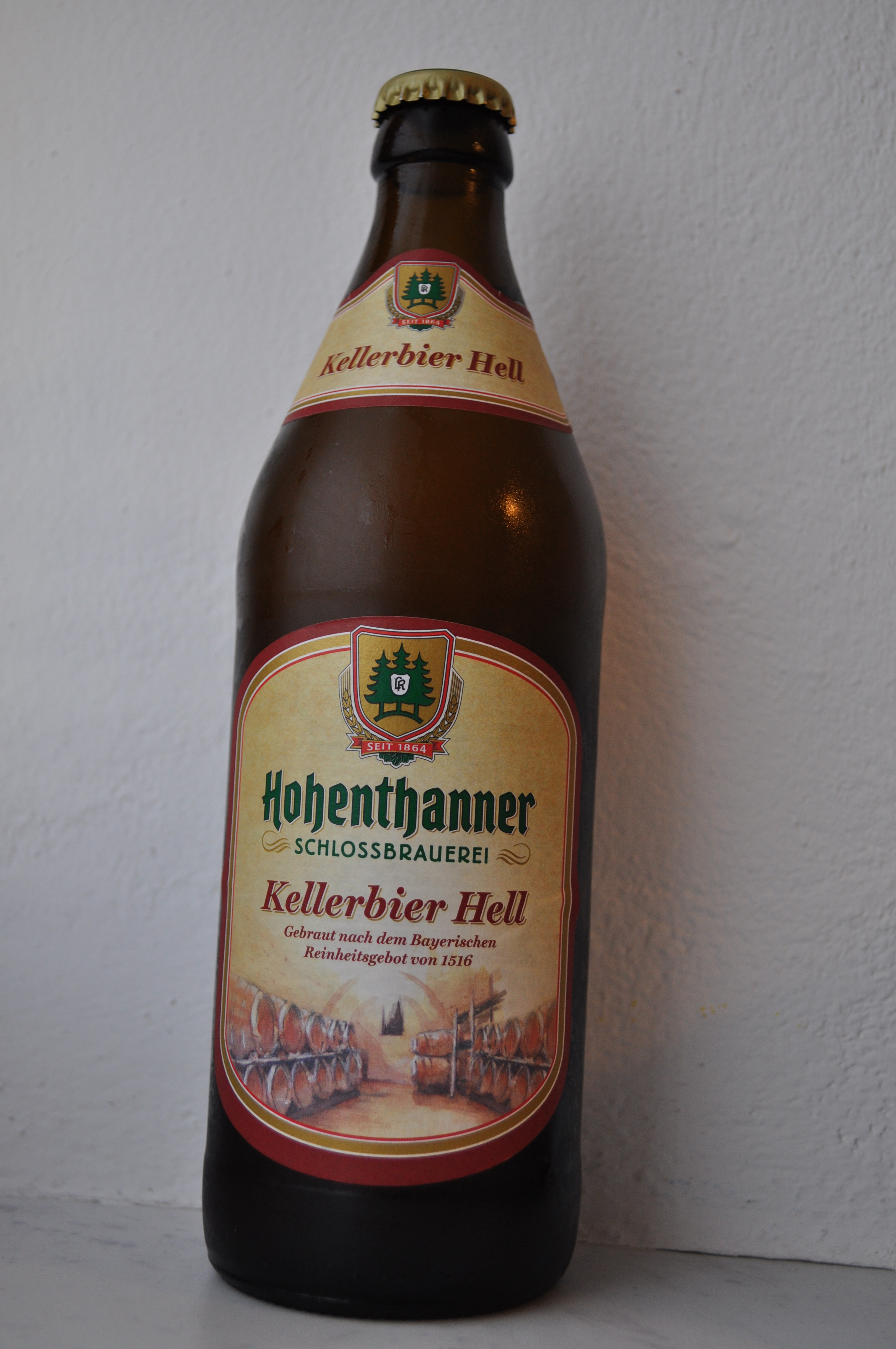
Eine Flasche Hohenthanner Kellerbier Hell

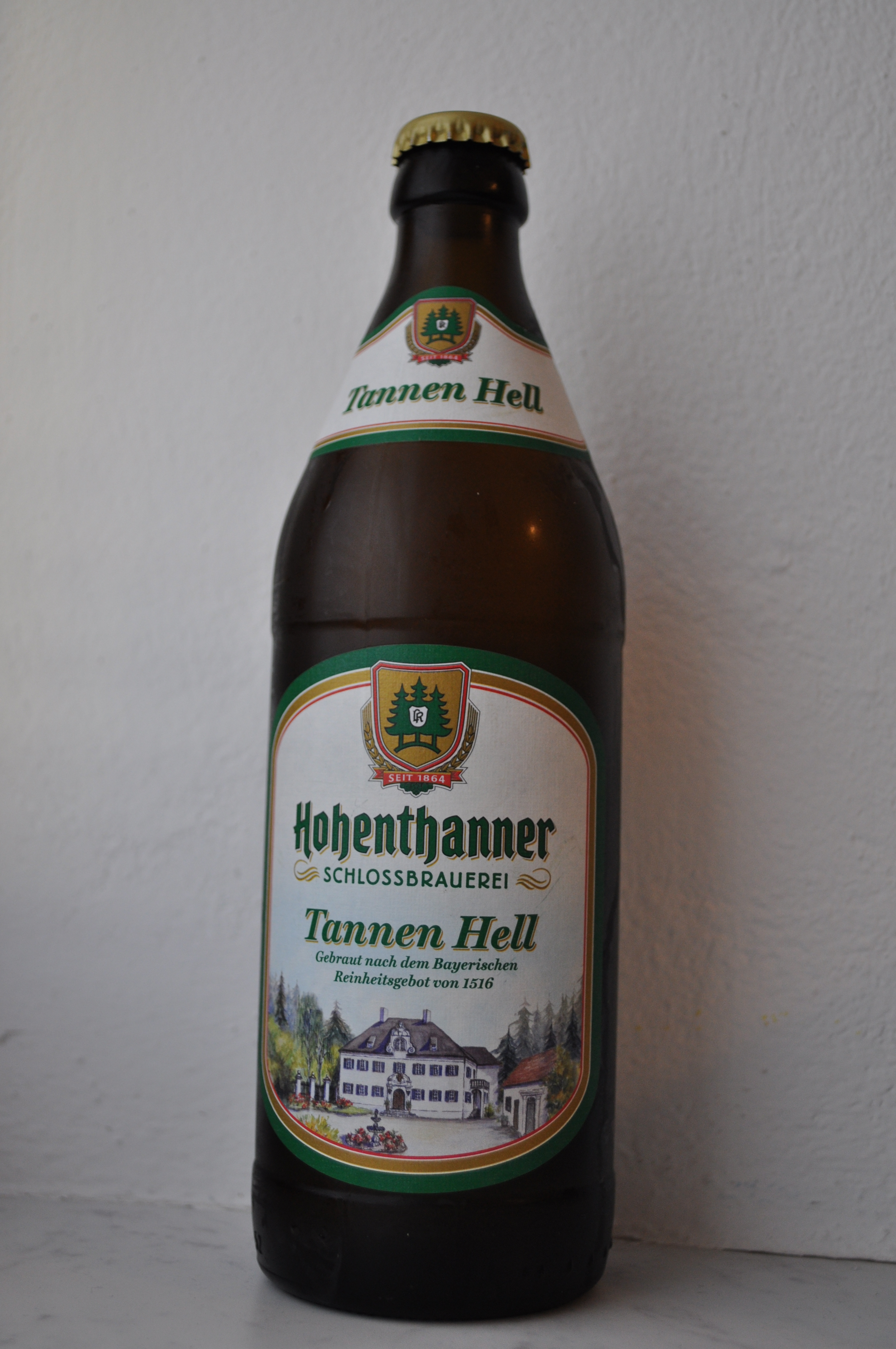
Eine Flasche Tannen Hell

Die Hohenthanner Schlossbrauerei stellt über ein Dutzend verschiedene Biersorten her, darunter Tannen Hell, Tannen Pils, Kellerbier hell, Kellerbier dunkel, Hefe-Weißbier und Holzhacker Hefe-Weisse Dunkel. Seit einigen Jahren wird das beliebte Tannen Hell auch als „Schnaklbier“ aus der 0,33-Liter-Bügelverschlussflasche angeboten. Außerdem werden Hefe-Weißbier und Tannen Hell jeweils noch als „leichte“ Variante mit reduziertem Alkoholgehalt und alkoholfrei angeboten. Auch Radler und Radler alkoholfrei werden von der Brauerei abgefüllt. Zu diesem regulären Sortiment kommen noch saisonale Biere, wie zum Beispiel das Winterfestbier, das Starkbier St. Sixtus Doppelbock oder der Maibock. Außerdem werden vier verschiedene Sorten Craft Beer angeboten. So wird zum Beispiel seit 2012 einmal jährlich das Grünhopfen-Pils gebraut. Dabei wird der Hopfen direkt nach der Ernte, ohne getrocknet zu werden, verarbeitet.
Die Klosterbrauerei Furth stellt in ihrer 2020 eröffneten Schaubrauerei auf dem ehemaligen Klostergelände das Kloster Hell, das Kloster Dunkel und das BIO-Natur Radler her.

### Alkoholfreie Getränke
Mit Cubanita Cola-Mix, Zitronella Limonade und dem Hohenthanner Quellwasser gehören auch einige alkoholfreie Getränke zum Sortiment.

## Struktur
Die Rechtsform der Brauerei ist die GmbH & Co. KG, bis zum 11. Januar 2016 war das Unternehmen eine reine Kommanditgesellschaft (KG). Der Jahresausstoß an Bier beträgt etwa 35.000 Hektoliter, während 40.000 Hektoliter auf alkoholfreie Getränke entfallen.

## Auszeichnungen
Im Jahr 2013 wurden gleich drei Biersorten der Hohenthanner Schlossbrauerei mit dem European Beer Star ausgezeichnet: das Tannen Hell mit Gold, das Kellerbier hell mit Silber und das Märzen mit Silber und Bronze. Außerdem ist das Hohenthanner Bier mehrfach DLG-prämiert; einen goldenen Preis erhielt zuletzt das Hefe-Weißbier im Jahr 2014.

## Sonstiges
Die Brauerei ist Mitglied im Brauring, einer Kooperationsgesellschaft privater Brauereien aus Deutschland, Österreich und der Schweiz.